# Lefty Hand Covers II
『Lefty Hand Covers II』（レフティ・ハンド・カバーズ・ツー）は、2018年10月17日に発売された日本の女性YouTubeアーティストであるLefty Hand Creamの2枚目のミニアルバム。

## 解説
前作『Lefty Hand Covers』（2017年11月15日発売）同様、ヴィレッジ・ヴァンガードから限定発売された。発売情報が解禁してすぐにヴィレッジ・ヴァンガードの予約チャート1位を独走している。なお、本作からレーベルは441 recordingsとなっている。
全8曲未発表の新録音源で構成され、前作同様、今回もすべてのカバーアレンジを自ら手がけている。なお、カバーイラストは漫画家・イラストレーターの丸紅茜が担当している。 
当初の発売日は9月25日であったが、直前にCDに不良症状があることが判明したため、発売日前日に発売延期が発表された。しかし、Web予約や店頭事前予約などは当初の発売日に手元へ届けられていたため、再製造後の10月17日に正式に発売された再発売日は「変更発売日」とされている。

## 収録曲
1. RPG（SEKAI NO OWARI）- (4:16)
2. Yeah! Yeah! Yeah!（androp）- (4:57)
3. オドループ（フレデリック）- (4:06)
4. 痛いよ（清 竜人）- (5:22)
5. ひまわりの約束（秦 基博）- (5:11)
6. 新宝島（サカナクション）- (4:41)
7. イト（クリープハイプ）- (3:41)
8. DON’T WORRY BE HAPPY（MONGOL800） - (3:00)